# 안개강
《안개강》은 1983년 1월 22일에 방영된 TV문학관이다.

## 줄거리
임진강 근처에서 횟집을 경영하는 화진(황정아)은 잉어를 배달하는 홀아비 장원두(박근형)를 만나 결혼한다. 화진은 1.4후퇴 당시 아들을 잃어버렸지만 장원두는 장성한 딸을 하나 데리고 있었는데...

## 출연
- 박근형
- 황정아
- 장민호
- 백수련
- 이구순
- 설영순
- 전원주
- 지계순
- 김해권
- 박상만
- 곽정희
- 이미경
- 양영준
- 김하림
- 장희진
- 이제신
- 이수연
- 박현정
- 한명순
- 최용팔
- 고광우
- 이성호
- 최우정
- 오세일